# William Jackson Harper
William Jackson Harper, nato William Fitzgerald Harper (Dallas, 8 febbraio 1980), è un attore statunitense.

## Carriera
È conosciuto principalmente per il ruolo di Chidi nella serie The Good Place.

## Filmografia

### Cinema
- Love & Secrets (All Good Things), regia di Andrew Jarecki (2010)
- That's What She Said, regia di Carrie Preston (2011)
- True Story, regia di Rupert Goold (2015)
- Paterson, regia di Jim Jarmusch (2016)
- Midsommar - Il villaggio dei dannati (Midsommar), regia di Ari Aster (2019)
- Cattive acque (Dark Waters), regia di Todd Haynes (2019)
- Ant-Man and the Wasp: Quantumania, regia di Peyton Reed (2023)

### Televisione
- Law & Order: Criminal Intent – serie TV, 1 episodio (2007)
- The Good Place – serie TV, 50 episodi (2016-2020)
- Jack Ryan – serie TV, 2 episodi (2019)
- Love Life – serie TV, 10 episodi (2021)
- La ferrovia sotterranea (The Underground Railroad) – miniserie TV, 4 puntate (2021)
- The Resort – serie TV, 8 episodi (2022)

## Doppiatori italiani
Nelle versioni in italiano delle opere in cui ha recitato, William Jackson Harper è stato doppiato da:
- Riccardo Scarafoni in Unforgettable, The Good Place
- Andrea Mete in Paterson, Midsommar - Il villaggio dei dannati
- Gabriele Marchingiglio in Law & Order: Criminal Intent
- Stefano Sperduti in Cattive acque
- Nanni Baldini in Love Life
- Jacopo Venturiero in Ant-Man and the Wasp: Quantumania
- Gabriele Vender in Jack Ryan